# Клан Крейг

Герб вождів клану Крейг гілки Крейг Рікартон.

Клан Крейг (шотл. - Clan Craig) - один з кланів рівнинної частини Шотландії - Лоуленду. На сьогодні клан не має визнаного герольдами Шотландії вождя, тому називається «кланом зброєносців». В минулому клан володів значними землями в Абердінширі. Нині крім шотландського, існує ще ірландський клан Крейг, що виник від шотландських переселенців в Ірландію в XVI столітті.
Гасло клану: Vive Deco et vives - Живи для Бога і матимеш життя (лат.)
Землі клану: Ріккартон
Історична резиденція вождів клану: Замок Крайгфінтрей (гельск. - Craigfintray Castle)

## Історія клану Крейг

### Походження клану Крейг
Назва клану Крейг походить від гельського слова Creag - крег - «скелястий пагорб». Крім того в гельській мові є слова для позначення скель і невеликих скелястих гір - Ailsa Craig - айлса крайг, Craigellachie - Крайгґеллахі. Вважається, що предок клану Крейг жив біля скелі чи скелястого пагорбу, тому клан отримав таку назву. У Шотландії часто зустрічалась така приставка до прізвища з додаванням назви місцевості де ця людина жила. Такі топографічні назви і такі прізвища особливо поширені на півночі Шотландії. Але історики схиляються до думки, що клан Крейг походить не від гелів - кельтів ірландського племені скотт, що переселились в нинішню Шотландію в IV - V століттях з Ірландії, а від піктів - аборигенів нинішньої Шотландії неясного етнічного походження, можливо залишків давнього, доіндоєвропейського населення Британських островів. Коли королівство піктів Альба було завойоване скоттами частина піктів змішалася зі скоттами і перейшла на гельську мову. 

### XII - XIV століття
Дуже ранні історичні документи, де згадується клан Крейг знайдені в Ейрширі та Ланаркширі і датуються XII століттям. У 1296 році вожді клану Крейг змушені були присягнути на вірність королю Англії Едварду І Довгоногому і підписати відповідний документ - «Рагман Роллс». Не дивлячись на те, що ще в ті часи люди клану Крейг жили в різних землях Шотландії, клан походить з Абердінширу. Вожді клану Крейг походять від якоїсь давньої родини з Абердінширу. Там стояв могутній замок Крайгфінтрей (гельск. - Craigfintray Castle) в Кілдруммі. Клан довгий час визнавав себе васалом могутнього клану Гордон.     
Джон Крейг (Йоханнес Дель Краг - Johannes Del Crag) жив в Абердінширі. У часи буремного XIV століття він зібрав 300 воїнів і повів їх на битву під Кулблен у 1335 році під прапори короля Шотландії Девіда II. Можливо цей загін і відіграв вирішальну роль у перемозі короля. Вважається, що Джон Крейг і лерд Крейг Авхіндойр - одна й та сама особа. Він мав маєток біля Ден-Крейг, що в приході Авхіндойр. За словами Джорджа Фрейзера Блека у XV столітті було три гілки, або навіть три окремих клани, що називали себе клан Крейг. Всі три гілки стверджували. що вони мають спільне походження. Клан Крейг з Крейгфінтрі - пізніше ця місцина стала називатися Крайстчерч - був найвідомішим кланом Крейг. 

### XV - XVI століття
У 1440 році в Бервіку жила одна з гілок клану Крейг, яку називали Естрікрег (гельск. - Estircrag). 
Річард де Крег був вікарієм церкви Сент-Мері в Данді в 1550-х роках. Джон Крейг був кинутий у в'язницю під час Реформації для прийняття протестантизму. На щастя, він втік і приєднався до Джона Нокса. 
Томас Крейг Ріккартон жив у  1538 - 1608 роках. Він був юристом і письменником, був сином Вільяма Крейга Крейгфінтрі. Його дуже хвалив король Шотландії Джеймс VI за його наукову роботу «Jus Feudale» - «Право феодала». Його син - сер Джеймс Крейг став переселився і Ірландію - в Ольстер і став одним з великих землевласників в Ірландії. Його нащадок жив в графстві Даун (Ірландія) і в 1610 році став виготовляти знаменитий сорт віскі.  Його нащадок - теж сер Джеймс Крейг у 1920 році був організатором Ольстерських сил добровольців (UVF), що протистояти введженні в Ірландії Гоумрула і як протестанти воювали з католиками. У 1921 році він став першим прем'єр-міністром Північної Ірландії. Пізніше він став віконтом Крейгавон. 
Нащадки Томаса Крейга Ріккартона в Шотландії пізніше стали називатися прізвищем Крейгстон. Батько Томаса - Вільям Крейг Крейгфінтрі жив в Абердінширі. Другий син Вільяма Крейга (також на ім'я Вільям Крейг Крейгфінтрі) воював з англійцями, брав участь у битві під Флодден у 1513 році, де він був убитий. 

### ХІХ - XX століття
Останній прямий нащадок вождів клану Крейг Ріккартон - Роберт Крейг Ріккартон помер в 1823 році не залишивши спадкоємців. Маєтки та землі гілки Крейг Ріккартон успадкував  передається містер Джеймс Гібсон - есквайр, що взяв собі ім'я та герб вождів клану Крейг, змінив своє ім'я на Джеймс Гібсон-Крейг. 
У XX столітті був ще архітектор Джеймс Крег, що вніс великий внесок в розбудову Единбургу. Зокрема багато його розробок втілені в північній частині Единбурга - на північ від Прінсес-стріт та на вулиця Георга. 
Люди з клану Крейг мають право носити гребінь - знак, що містить зображення лицаря на коні у повному спорядженні зі зламаним списом і написом латиною «Живи для Бога і матимеш життя». Гребінь клану Крейг називають ще «Брокен мен» (шотл. - broken men) - «людина зі скелі». Геральдика нинішнього клану Крейг успадкувалась кланом від гілки Крейг Ріккартон. 